# Correctional Offender Management Profiling for Alternative Sanctions
Correctional Offender Management Profiling for Alternative Sanctions (COMPAS) ist ein Algorithmus, der auf Basis von 137 Merkmalen eine Wahrscheinlichkeit dafür errechnet, ob Straftäter rückfällig werden oder nicht. Der Algorithmus ist proprietär, d. h. er gehört der Firma Equivant und ist daher nicht öffentlich zugänglich. Es ist damit unbekannt, wie er genau funktioniert und COMPAS ist somit eine Black Box.

## Kritik
Eine Studie („Pro Publica“-Studie) 2016 ergab jedoch, dass COMPAS besonders häufig und in einer bestimmten Richtung irrte, wenn man die Hautfarbe der Betroffenen einbezog. Personen mit „schwarzer Hautfarbe“ wurden demnach von dieser Software fast doppelt so häufig fälschlicherweise als rückfallgefährdet eingestuft wie Personen mit „weißer Hautfarbe“. Ebenso wurde umgekehrt bei Personen mit „weißer Hautfarbe“ das Rückfallrisiko von COMPAS als niedriger eingeschätzte. Bei Überprüfung durch unbeteiligte, nicht juristisch gebildete Testpersonen ergab sich, dass diese ähnlich gute „Vorhersagen“ zur Rückfallhäufigkeit von Straftätern erreichen, wie dieses Programm.
Eine ähnliche Software wurde entwickelt, um mittels eines Algorithmus (Public Safety Assessment) festzulegen, wer eine Geldkaution zu hinterlegen hat und wer nicht (Siehe: US-Kautionssystem).

## Hersteller
Das Programm wurde von der Fa. Northpointe entwickelt. Das Unternehmen wurde in die Fa. Equivant umfirmiert.

## Loomis v. Wisconsin
In der Rechtssache Loomis v. Wisconsin wurde eine Überprüfung der Entscheidung an den  Obersten Gerichtshof der Vereinigten Staaten gerichtet, um das zuvor vom Wisconsin Supreme Court gefällte Urteil Staat Wisconsin gegen Loomis aufheben zu lassen. In der Eingabe wurde die Verwendung der COMPAS-Software bei der Verurteilung von Eric Loomis zu sechs Jahren Gefängnis beanstandet, weil dadurch das Recht des Beschuldigten auf ein ordnungsgemäßes Verfahren verletzt worden sei.
Der Oberste Gerichtshof hat jedoch die Behandlung des Falles am 26. Juni 2017 abgelehnt.